# 奇格韦尔
奇格韦尔（Chigwell）是英國埃塞克斯郡的一個民政教區和城鎮，也是倫敦郊區的衛星城之一，位於查令十字東部12英里（19英里）處。奇格韦尔和勞頓及巴克赫斯特山共同組成了埃塞克斯郡的「金三角」。

## 外部連結
- Chigwell Parish Council website
- Chigwell School website （页面存档备份，存于）
- All Saints Church Chigwell Row （页面存档备份，存于）